# Hundsrosen
Die Hundsrosen (Rosa sect. Caninae) sind eine Sektion aus der Gattung der Rosen (Rosa). Sie umfasst rund 60 Arten. Sie ist eine hybridogene Gruppe, deren Arten häufig durch Hybride und Zwischenformen verbunden sind. Sie verfügt über eine besondere Form der Meiose, die balancierte Heterogamie.

## Beschreibung

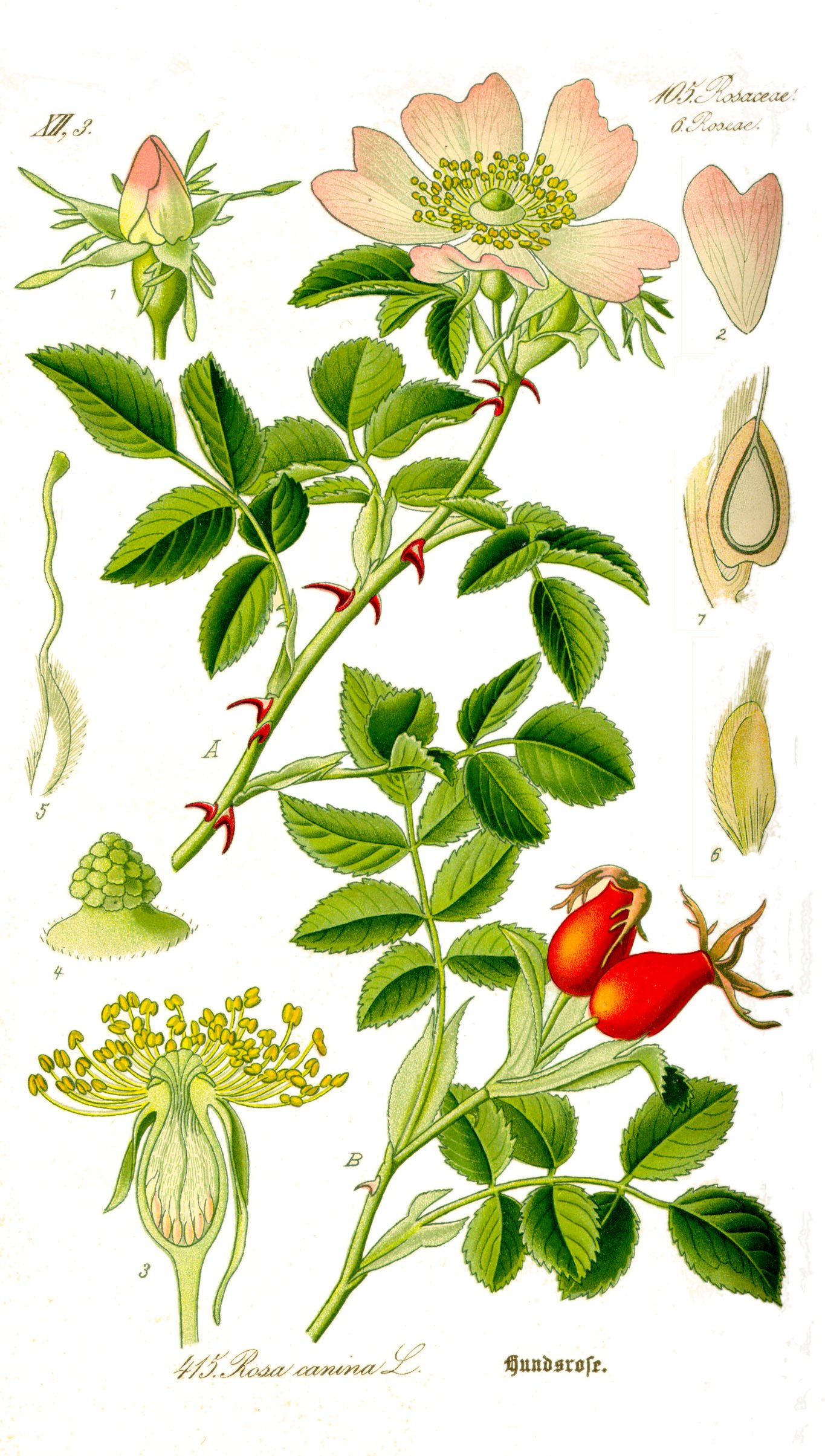
Illustration der Hunds-Rose (Rosa canina)

### Vegetative Merkmale
Die Hundsrosen sind Sträucher ohne oder mit Ausläufern. Sie besitzen meist gleichartige Stacheln, nur selten und nur bei wenigen Arten vorherrschend, gibt es ungleichartige Stacheln. Sie sind hakig oder sichelförmig, selten sind sie gerade bis leicht gebogen. Die wechselständig angeordneten Laubblätter sind fünf- bis sieben-, selten neunzählig gefiedert.

### Generative Merkmale
Die zwittrigen Blüten sind radiärsymmetrisch und fünfzählig mit doppelter Blütenhülle. Die äußeren Kelchblätter sind meist geteilt, bei einigen Arten sind sie fast oder ganz ungeteilt. Nach der Anthese sind die Kelchblätter zurückgeschlagen, abstehend oder aufgerichtet; sie können früh oder spät abfallen oder bleiben. Es sind fünf freie Kronblätter vorhanden. Es sind viele Staubblätter vorhanden. Der Griffelkanal ist eng bis weit, das Narbenköpfchen ist vom Hut- oder Bukett-Typ.
Die Chromosomenzahl beträgt 2n = 28, 35, 42.

## Canina-Meiose
Bei den Arten der Sektion Caninae verläuft die Meiose irregulär. Sie wird balancierte Heterogamie oder wegen ihrer Beschränkung auf die Sektion auch als Canina-Meiose bezeichnet.
Die Arten der Sektion Caninae besitzen vielfach eine ungerade Chromosomenzahl (Anorthoploidie), viele sind pentaploid mit 2n = 35 Chromosomen. Eine normale Meiose ist daher nicht möglich.
Am Beginn der Meiose (in der Syndesis) paaren sich 14 der 35 Chromosomen zu 7 Paaren (Bivalente), die übrigen 21 bleiben ungepaart (Univalente). Die Verteilung der Chromosomen verläuft in Pollen- und Embryosackmutterzellen unterschiedlich:
- In den Pollensackmutterzellen paaren sich nur zwei der fünf Chromosomensätze. Die übrigen Chromosomen ordnen sich einzeln in der Äquatorialebene an und wandern verzögert polwärts. In den gebildeten Pollenkörnern befinden sich nach der Meiose die sieben paarungsfähigen Chromosomen und daneben eine zufällige Zahl der paarungsunfähigen Chromosomen (Univalente). Alle Pollenkörner, die solche Univalente besitzen, verkümmern. Nur solche Pollenkörner, die nur die Bivalente (n = 7) enthalten, sind befruchtungsfähig.
- In Embryosackmutterzellen läuft der Vorgang umgekehrt ab, eine befruchtungsfähige Eizelle enthält auch alle Univalente, die Chromosomenzahl beträgt n = 28.

Bei der Befruchtung wird durch die Verschmelzung der Spermazelle (n = 7) und der Eizelle (n = 28) der ursprüngliche Chromosomensatz (2n=35) wieder erreicht. Durch den unterschiedlichen Anteil der Eltern an der genetischen Ausstattung (4/5 vom Samen-Elter) ähneln Hybride aus der Sektion deutlich stärker dem weiblichen Elter (matroklin). Einige morphologische Merkmale, wie die Haltbarkeit der Kelchblätter oder der Durchmesser des Griffelkanals, werden jedoch nicht matroklin, sondern vom Pollen-Elter vererbt.
Bei den tetraploiden und hexaploiden Arten der Sektion werden dementsprechend 7 oder 14 Bivalente und 7 oder 14 Univalente gebildet. Auch hier werden die Univalente nur durch die Eizelle übertragen.
Die Canina-Meiose wurde 1920/1922 von Täckholm sowie von Blackburn und Harrison erstmals beschrieben.

## Systematik und Verbreitung
Die Hundsrosen sind eine Sektion innerhalb der Untergattung Rosa der Gattung Rosa. Mit rund 60 Arten ist sie die artenreichste Sektion. Sie wird ihrerseits in mehrere Subsektionen untergliedert.
Die Arten der Sektion entstanden durch verschiedene Hybridisations-Ereignisse. Sie sind allopolyploiden Ursprungs und enthalten Genome verschiedener Nicht-Caninae-Sektionen sowie ein Protocaninae genanntes Genom. Arten, die ausschließlich dieses Protocaninae-Genom besitzen, existieren heute nicht mehr. Das Protocaninae-Genom dürfte die Bivalente in der Meiose bilden. Die Systematik innerhalb der Sektion ist aufgrund ihres hybridogenen Ursprungs schwierig. Zwischen den Arten gibt es fertile Hybride. Molekulargenetische Studien ergaben, dass die Sektion polyphyletisch ist. Die Arten der Sektion zerfallen dabei in zwei große Gruppen, die morphologisch durch das Vorhandensein bzw. Fehlen von Duftdrüsen gekennzeichnet sind. Diese beiden Gruppen werden durch eine Klade voneinander getrennt, die Rosa gallica und einige Arten aus der Synstylae-Indicae-Gruppe enthält.
Die Hundsrosen-Arten kommen in Eurasien und Nordafrika vor.
Die in Mitteleuropa vorkommenden Subsektionen und Arten sind nach Henker:
- Subsektion Trachyphyllae Christ, Raublättrige Rosen: Sie enthält nur eine Art:
  - Raublättrige Rose (Rosa jundzillii Besser)
- Subsektion Rubrifoliae, Rotblättrige Rosen: Sie enthält nur eine Art:
  - Rotblättrige Rose (Rosa glauca Pourr.)
- Subsektion Vestitae Christ, Filzrosen mit 15 bis 20 Arten
  - Filz-Rose (Rosa tomentosa Sm.)
  - Falsche Filz-Rose (Rosa pseudoscabriuscula (R.Keller) Henker & G.Schulze): Sie kommt von Frankreich, der Schweiz, Österreich, Italien, Deutschland, Dänemark, Norwegen, Schweden, Tschechien, Polen, in der Slowakei, in Ungarn und Rumänien vor.[4]
  - Samt-Rose (Rosa sherardii Davies)
  - Weiche Rose (Rosa mollis Sm.)
  - Apfel-Rose (Rosa villosa L.)
  - Orientalische Rose (Rosa orientalis Ser.) in Südeuropa
  - Rosa heckeliana Tratt. im Süden der Balkanhalbinsel
- Subsektion Rubigineae, Weinrosen: Sie enthält etwa 15 Arten in Eurasien und Nordafrika:
  - Wein-Rose (Rosa rubiginosa L.)
  - Kleinblütige Rose (Rosa micrantha Sm.)
  - Kleinblättrige Rose (Rosa elliptica Tausch). Sie wird von manchen Autoren auch als Synonym zu Rosa inodora gestellt.[4]
  - Feld-Rose (Rosa arvensis Huds.)
  - Acker-Rose (Rosa agrestis Savi)
  - Duftarme Rose (Rosa inodora Fr.)
  - Zalaer Rose (Rosa zalana Wiesb.)
  - Rosa elymaitica Boiss. & Hausskn.: Sie kommt im Mittelmeerraum vor.
  - Rosa pulverulenta M.Bieb.: Sie kommt im Mittelmeerraum vor.
  - Rosa sicula Tratt.: Sie kommt im Mittelmeerraum vor. Sie wird von manchen Autoren auch als Synonym zu Rosa pulverulenta gestellt.[4]
  - Rosa horrida Crép.: Sie kommt im Mittelmeerraum vor.
- Subsektion Tomentellae Christ, Flaumrosen: Sie enthält nur zwei Arten in Europa:
  - Tannen-Rose (Rosa abietina Christ)
  - Flaum-Rose (Rosa tomentella Léman)
- Subsektion Caninae (DC.) Christ, Rosa canina-Gruppe: Sie enthält 10 bis 20 Arten in Eurasien und Nordafrika. Etliche Arten und Hybride sind in Kultur.
  - Hunds-Rose (Rosa canina L.)
  - Hecken-Rose (Rosa corymbifera Borkh.)
  - Vogesen-Rose (Rosa dumalis Bechst)
  - Lederblättrige Rose (Rosa caesia Sm.)
  - Falsche Heckenrose (Rosa subcanina (Christ) Vuk.)
  - Falsche Hundsrose (Rosa subcollina (Christ) Vuk.)
  - Rätische Rose (Rosa rhaetica Gremli)
  - Uri-Rose (Rosa uriensis Cottet)
  - Berg-Rose (Rosa montana Chaix)
  - Chavins Rose (Rosa chavinii Reut.)
  - Griffel-Rose (Rosa stylosa Desv.)
  - Rosa pouzinii Tratt.: Sie kommt im Mittelmeerraum vor.

## Belege
- Heinz Henker: Rosa. In: Hans. J. Conert et al. (Hrsg.): Gustav Hegi. Illustrierte Flora von Mitteleuropa. Band IV, Teil 2C. Spermatophyta: Angiospermae: Dicotyledones 2 (4). Rosaceae (Rosengewächse). 2. Auflage, Parey, Berlin 2003, ISBN 3-8263-3065-X, S. 10; 18–20.
- Christiane Ritz: Evolution von Hundsrosen (Rosa L. sect. Caninae (DC.) SER.), Dissertation an der Friedrich-Schiller-Universität Jena, 2005, 186 Seiten. Volltext-PDF.
- Volker Wissemann, Friederike Gallenmüller, Christiane M. Ritz, Tina Steinbrecher, Thomas Speck: Inheritance of growth form and mechanical characters in reciprocal polyploid hybrids of Rosa section Caninae – implications for the ecological niche differentiation and radiation process of hybrid offspring. In: Trees – Structure and Function, Volume 20, Issue 3, 2006, S. 340–347. doi:10.1007/s00468-005-0046-y

## Weiterführende Literatur
- Volker Wissemann, M. Riedel, M. Riederer: Matroclinal inheritance of cuticular waxes in reciprocal hybrids of Rosa sect. Caninae (Rosaceae). In: Plant Systematics and Evolution, Volume 263, Issue 3/4, 2007, S. 181–190. JSTOR:23655799